# جان میلتون نیلز
جان میلتون نیلز (به انگلیسی: John Milton Niles) سناتور سابق عضو حزب دموکرات ایالات متحده آمریکا بود. وی در سال ۱۸۳۵ تا ۱۸۳۹ و ۱۸۴۳ تا ۱۸۴۹ میلادی سناتور ایالت کنتیکت در سنای ایالات متحده آمریکا بود.